# Parque de Rosas Wohl
El Parque de Rosas Wohl (en hebreo: גן הוורדים "Gan HaVradim") es una rosaleda y jardín botánico de 5 hectáreas de extensión, que se encuentra dentro del área nacional del estado de Israel, en Givat Ram en la ciudad de Jerusalén, frente al Knéset. 
El parque fue establecido en 1981. Allí se cultivan más de 400 variedades de rosas, muchas de ellas regalos de países de todo el mundo. El Rose Park Wohl cubre 19 acres 77,000 m². Es una de las pocas rosaledas en el Oriente Medio, donde no hay lluvias en verano.
Está administrado conjuntamente por la "Jerusalem Foundation" y el "Ayuntamiento de Jerusalén".

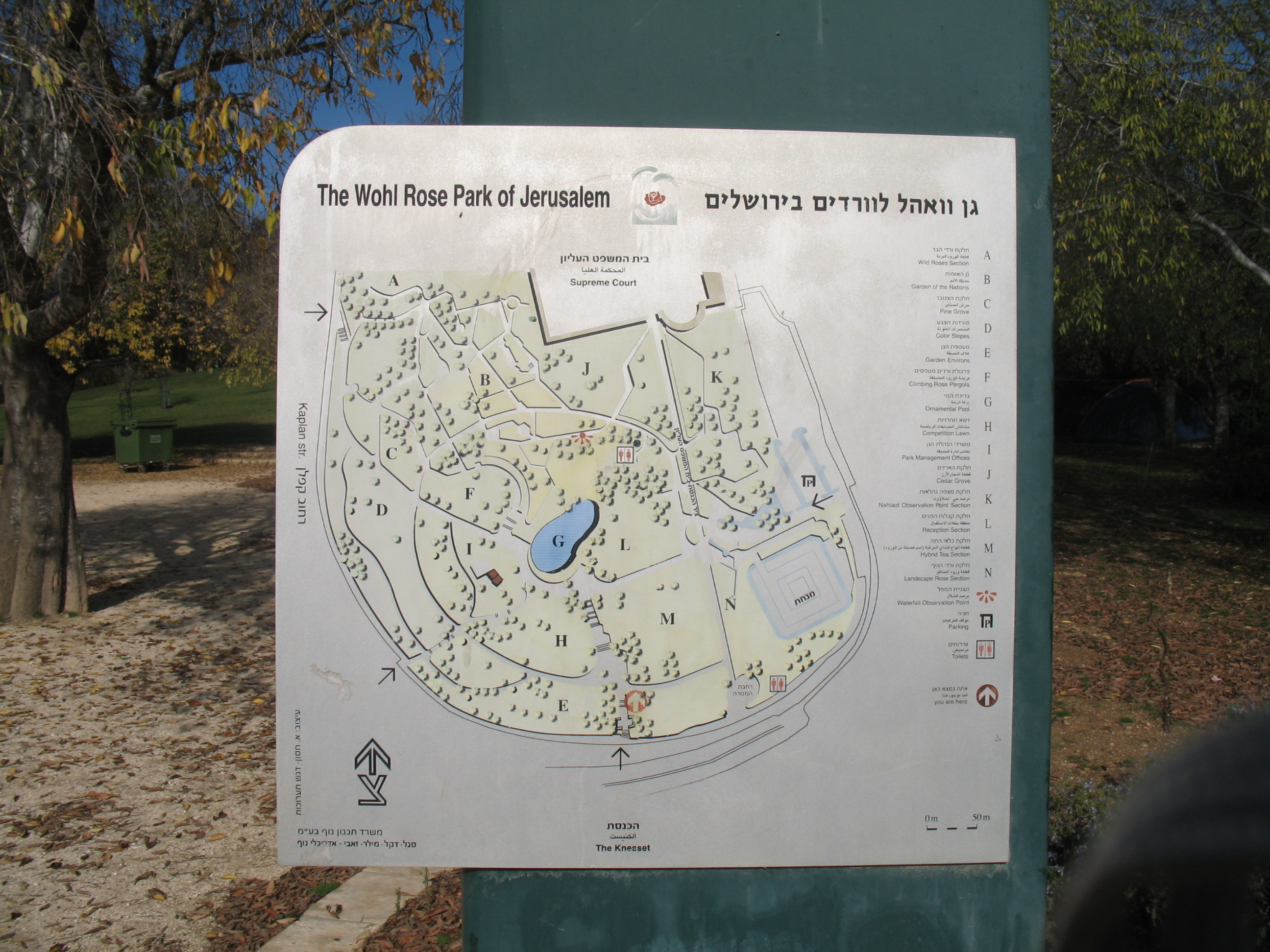
Mapa del "Wohl rose park" de Jerusalén.

## Localización
Está ubicado frente al Knesset y al recinto del gobierno, a los pies de la Tribunal Supremo de Israel.
Wohl Rose Park Rue Rotschild, Rue Kaplan, Givat Ram, 91904 Jerusalem-Jerusalén, 91904 Israel.
Planos y vistas satelitales.31°46′45″N 35°12′13″E / 31.77917, 35.20361
Se encuentra abierto todos los días del año.
- Promedio anual de lluvia: 550 mm
- Altitud: 600.00 m s. n. m.

## Historia
El diseño original para el parque fue realizado en 1949. En sus primeros años, el parque fue utilizado solamente para las ceremonias oficiales del gobierno. Se abrió al público en general hacia el final de la década de 1950. Fue conocido en su momento como el Parque del presidente.
Entre 1978 y 1979, David Gilad de la Junta de la Flor de Israel estaba buscando un lugar para una rosaleda que sería el punto focal del "International Rose Congress " que debía reunirse en Israel en octubre de 1981. El Parque del Presidente fue considerado un sitio apropiado, debido a su ubicación privilegiada y vistas panorámicas. El parque fue re-ajardinado por el arquitecto paisajista Joseph Segal. El proyecto se llevó a cabo en cooperación con la Jerusalem Foundation bajo elpatrocinio de Vivienne y Maurice Wohl.

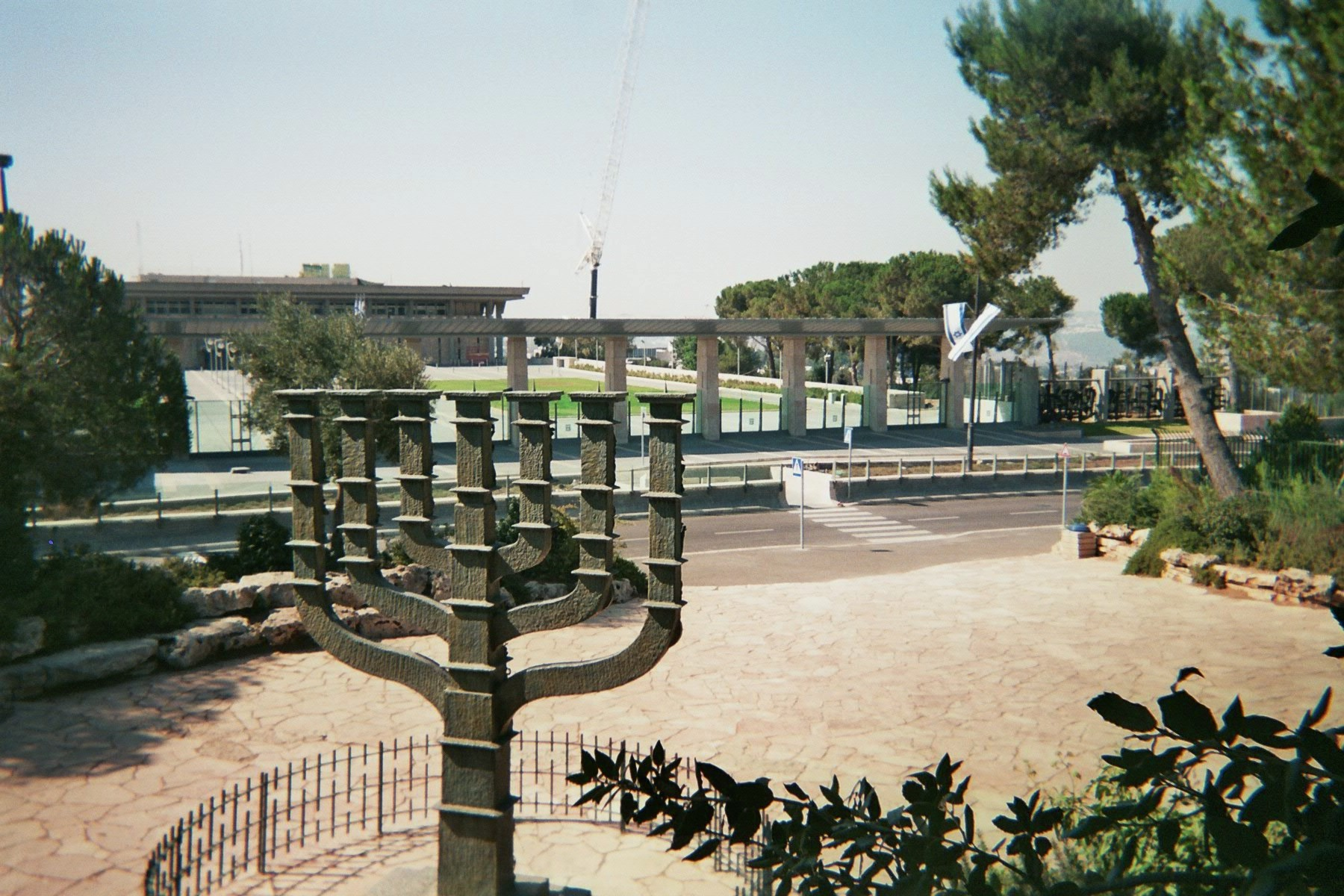
Menorá en el "Wohl rose park" de Jerusalén, detrás del Knesset.

El parque cubre un área de cerca de veinte acres (unos 80 dunam) en el medio del centro de gobierno de Israel, frente al Knesset, y se utiliza a veces para las recepciones oficiales de estado. 
Cuando el equipo de arquitectos Tichnun Nof, Ltd. planea este parque único, que es la rosaleda más grande en el país, mantuvieron el paisaje abierto y las distintas características de las distintas secciones de los espacios, las colinas, las antiguas canteras-parque abierto, un estanque, una cascada, y la roca desnuda.
Los diseñadores han acentuado los lechos de cultivo de las rosas como espacios naturales e informales que muestran extensiones asimétricas de color a lo largo del parque, césped y madera y se han abstenido de incluir parterres formales.
En octubre de 2003, el "Wohl Rose Park" ganó un premio a la excelencia en un concurso internacional de jardines de rosas de todo el mundo. El parque fue proclamado una de las once rosaledas más hermosas en el mundo. Además de unos 15.000 rosales, las características del parque con extensiones de césped, colinas, canteras, un estanque con plantas acuáticas y peces, una cascada, jardines rocosos y esculturas.
En el parque se exhibe un mosaico de un suelo de época bizantina del siglo VI desenterrado en el Kibbutz Sde Nahum que se instaló en el parque. Así como una Menorá en las afueras del parque enfrente del Knesset.
Debido a la ubicación del parque frente a la Oficina del Primer Ministro y otros edificios del gobierno, es un sitio de elección para los manifestantes israelíes: El jardín recibe a menudo las ciudades de tiendas de campaña de los manifestantes, con mesas para firmar las peticiones pancartas y carteles.

## Colecciones
Al seleccionar las 400 variedades de rosas del parque (con unos 15 000 pies de rosales), uno de los objetivos era mostrar los diferentes grupos de rosas y de especies - las especies originales de las que se crían variedades desde hace 300 años; viejas rosas del jardín - los productos de la crianza temprana de rosas y rosas modernas como las rosas híbridas de Té, Floribunda, Polyanthas, rosas miniatura, rosas arbustos, y trepadoras modernas.
Otro de los objetivos perseguidos era demostrar varias posibilidades de jardín: Florecimiento de franjas de color, rosas que trepan para arriba en pérgolas y columnas, "esculpidos" de arbustos (topiarias), rosales trepadores, rosales estándar, rosas con frutos (Cinorrodón) decorativos, setos formados por rosales, y más.
Es de destacar en la rosaleda el "Park's Garden of Nations" que se compone de secciones donadas por otros países. En cada sección se cultivan variedades características de rosas del país respectivo. El parque también cuenta con una sección experimental donde se ponen a prueba nuevas variedades de rosas para su adecuación a los jardines públicos y privados en Israel.
- El jardín de París - todas las variedades fueron cultivadas en Francia, en particular por el cultivador Meilland.
- El jardín de la ciudad de Londres - variedades producidas en Inglaterra (por Harkness) y símbolos ingleses.
- El jardín de Suiza - un jardín para ciegos basado en el diseño de una rosaleda en el parque Rapperswil, Suiza, con rosas muy perfumadas. Los signos que designan las variedades están en Braille. Los colores predominantes de las rosas en esta sección son de color rojo y blanco los colores de la bandera suiza.
- El jardín de Alemania - variedades producidas en Alemania (Tantau y Kordes) en los colores de la bandera alemana
- El jardín de Holanda - variedades producidas en Holanda (de Ruiter, Interplant).

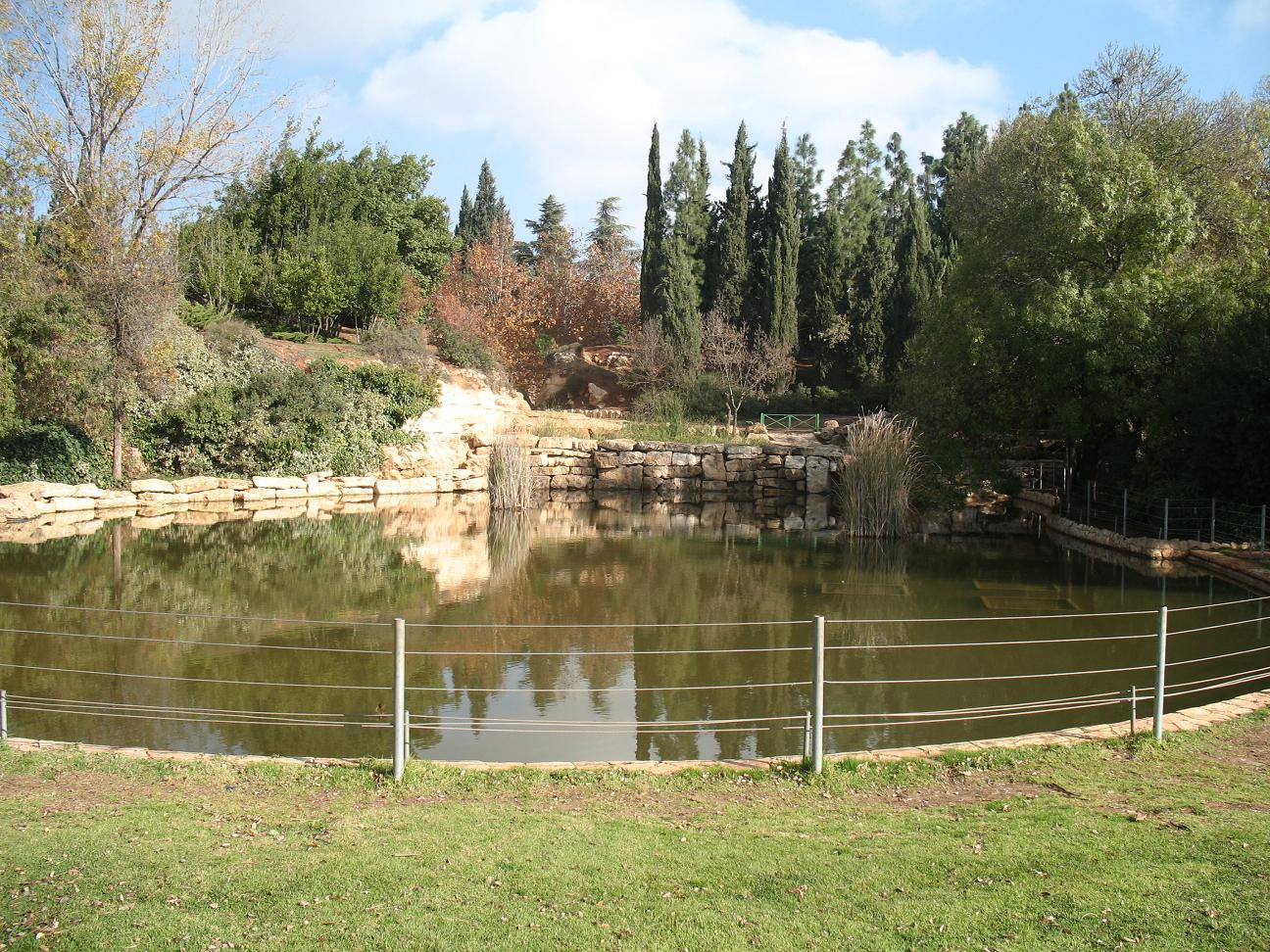
El estanque del "Wohl rose park".
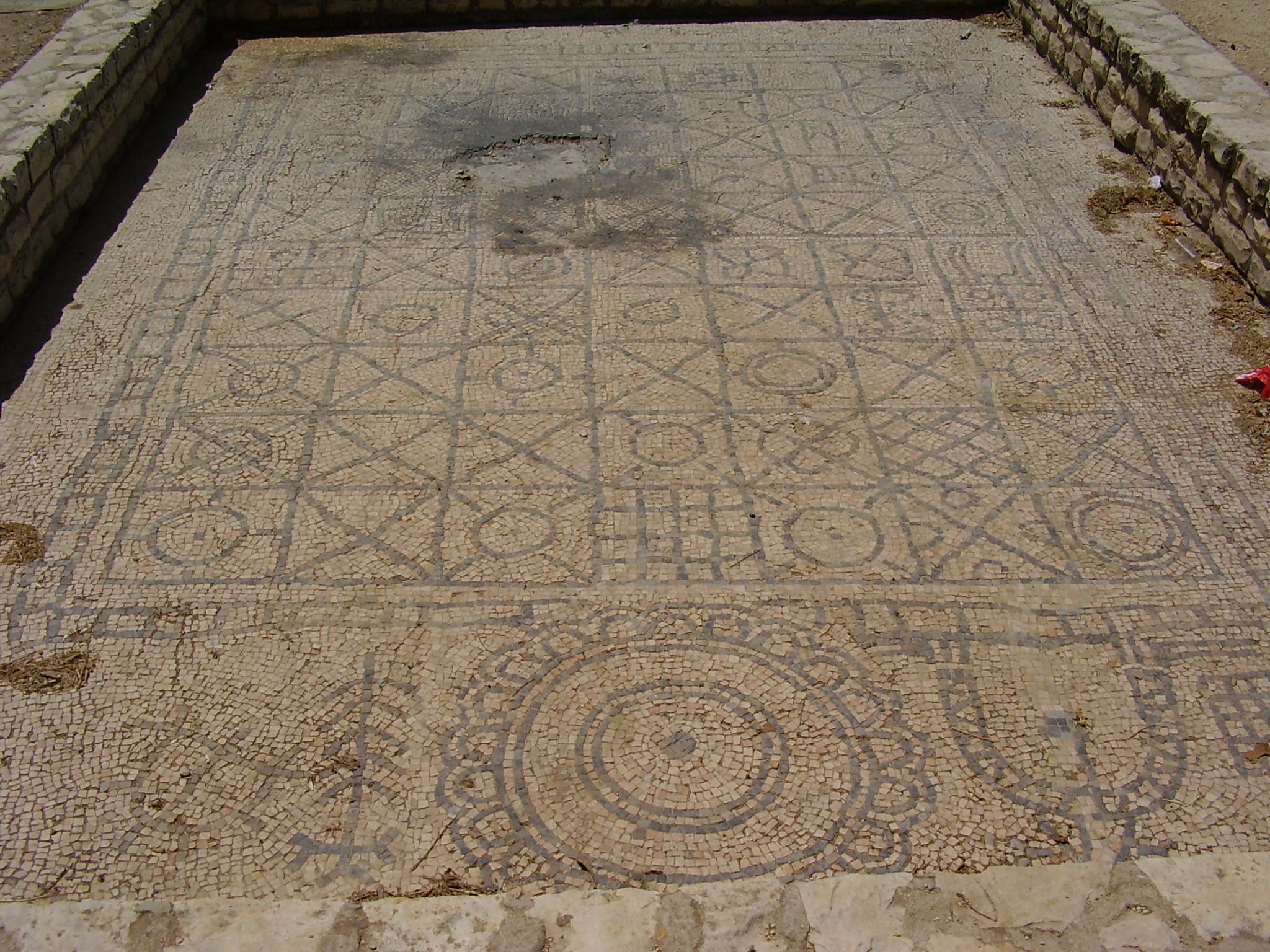
Antiguo mosáico en el "Wohl rose park".
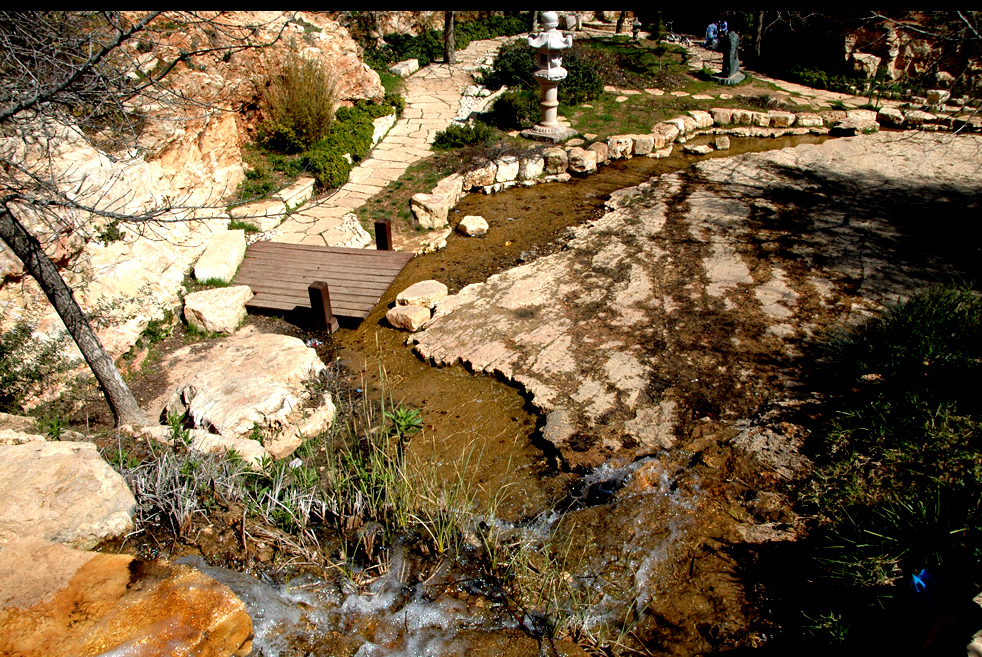
Arroyo en el jardín japonés del "Wohl rose park".
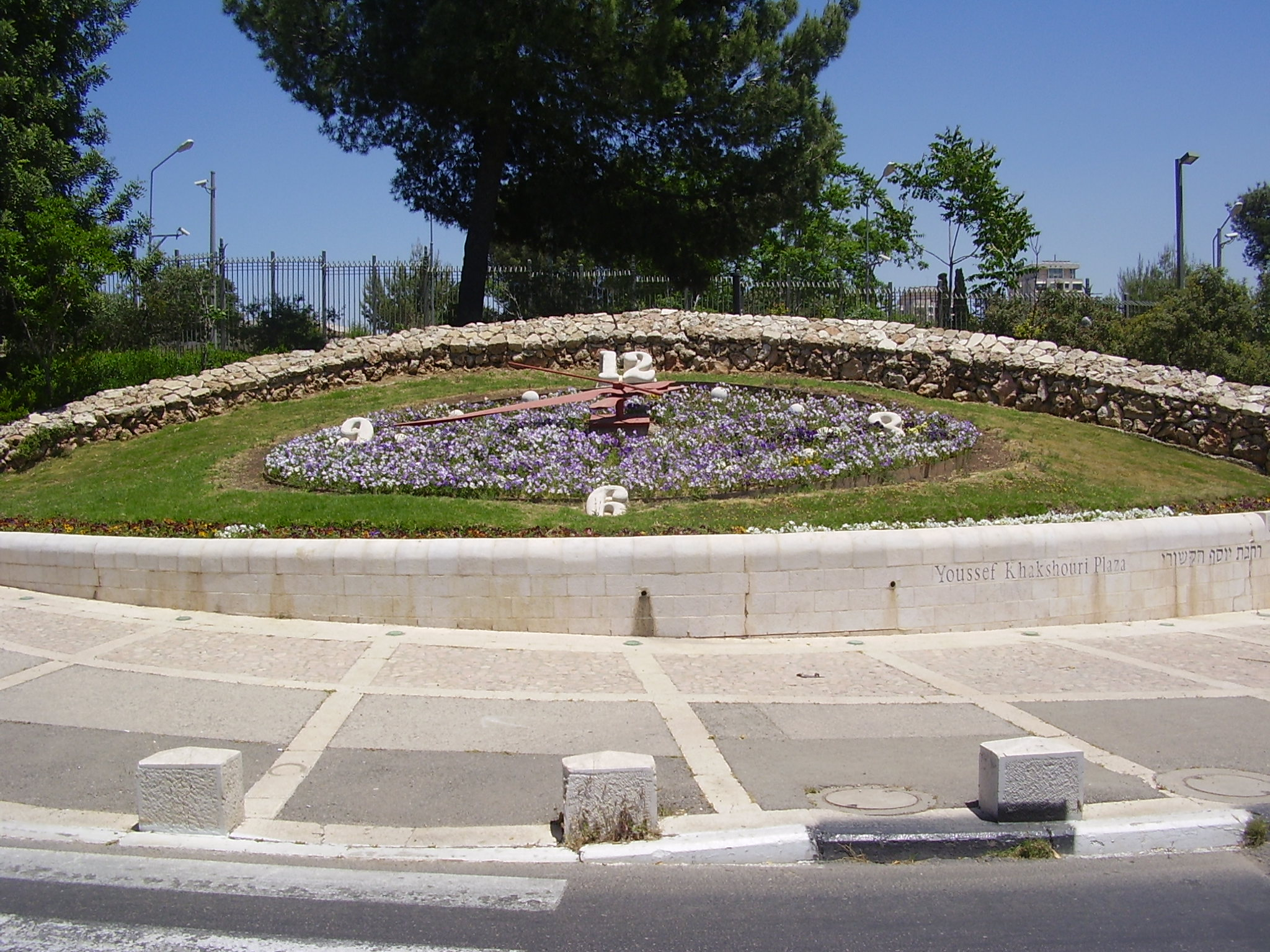
Reloj floral en el "Wohl rose park".